# Bokensdorf
Bokensdorf er en kommune i Landkreis Gifhorn i den tyske delstat Niedersachsen. Den er en del af, og ligger i den vestlige del af amtet (Samtgemeinde) Boldecker Land.

## Geografi
Bokensdorf ligger mellem naturparkerne Südheide og Drömling. Vest for byen ligger det beskyttede område Deerenmoor.